# Yang Shen (poeta)
Yang Shen (楊慎T, 杨慎S, Yáng ShènP; 1488 – 1559) è stato un poeta cinese vissuto durante la dinastia Ming.
Il suo nome cinese di cortesia fu Yongxiu (用修); tra i suoi nomi d'arte si trovano Sheng'an (升庵), Bonan Shanren (博南山人) e Bonan Shushi (博南戍史).
Dopo essere stato esiliato dallo Sichuan nello Yunnan, qui produsse numerose opere ispirate alla natura e alla cultura di questa provincia.